# Grevillea oligantha
Grevillea oligantha är en tvåhjärtbladig växtart som beskrevs av F. Müll.. Grevillea oligantha ingår i släktet Grevillea och familjen Proteaceae. Inga underarter finns listade i Catalogue of Life.